# Afraid of Sunlight
Afraid of Sunlight (englisch für „Furcht vorm Sonnenlicht“) ist das achte Studioalbum der britischen Progressive-Rock-Band Marillion. Es wurde im Juni 1995 veröffentlicht. Zwischen 1997 und 1999 veröffentlichte EMI die unter ihrem Label entstandenen Marillion-Alben als 24-Bit Digital Remaster 2-Disc Version, von denen dieses Album das letzte in dieser Reihe darstellte.

## Entstehung
Obwohl von Kritikern beachtet, wurde das Vorgängeralbum Brave nicht gerade ein großer kommerzieller Erfolg. Im Sog dieser Selbstzweifel entstanden, nach Abschluss der Brave-Tour, die ersten Jam-Fragmente von Afraid of Sunlight. Zwar unterschied sich die kreative Arbeitsweise der Band nicht von der bei anderen Alben, diese Bemühungen wurden jedoch erst von vorzeigbarem Erfolg gekrönt, nachdem Brave-Produzent Dave Meegan das Material durchging und zusammenfügte. Zwar nie als Konzeptalbum gedacht, ist doch ein gewisser roter Faden zu erkennen, der sich mit den Erfolgreichen des Showbusiness’ und deren Abstürzen beschäftigt.

## Titelliste
1. Gazpacho (John Helmer, Steve Hogarth, Mark Kelly, Ian Mosley, Steve Rothery, Pete Trewavas) – 7:28
2. Cannibal Surf Babe (John Helmer, Steve Hogarth, Mark Kelly, Ian Mosley, Steve Rothery, Pete Trewavas) – 5:25
3. Beautiful (Steve Hogarth, Mark Kelly, Ian Mosley, Steve Rothery, Pete Trewavas) – 5:12
4. Afraid of Sunrise (John Helmer, Steve Hogarth, Mark Kelly, Ian Mosley, Steve Rothery, Pete Trewavas) – 5:01
5. Out of This World (John Helmer, Steve Hogarth, Mark Kelly, Ian Mosley, Steve Rothery, Pete Trewavas) – 7:54
6. Afraid of Sunlight (John Helmer, Steve Hogarth, Mark Kelly, Ian Mosley, Steve Rothery, Pete Trewavas) – 6:49
7. Beyond You (Steve Hogarth, Mark Kelly, Ian Mosley, Steve Rothery, Pete Trewavas) – 6:10
8. King (Steve Hogarth, Mark Kelly, Ian Mosley, Steve Rothery, Pete Trewavas) – 7:03

Titelliste der Bonus-CD 
1. Icon – 6:04
2. Live Forever – 4:34
3. Second Chance (Dave Meegan Mix von Beautiful) – 5:14
4. Beyond You (Demo) – 5:17
5. Cannibal Surf Babe (Studio Outtake) – 5:59
6. Out of This World (Studio Outtake) – 7:27
7. Bass Frenzy – 1:17
8. Mirages (Demo) – 6:02
9. Afraid of Sunlight (Acoustic Demo) – 6:49
10. Sympathy (for the Road Crew) (Multimedia-Track, wird in CD-Playern nicht angezeigt)[4]

## Trivia
Der Song Out of This World, welcher vom Tod Donald Campbells erzählt, inspirierte einen Marillion-Fan und Hobbytaucher nach dem versunkenen Speedboat und Donald Campbells Leiche zu tauchen. Dieses Unterfangen war im Jahr 2001 erfolgreich.